# Социальная поляризация
Социальная поляризация — усиление различия в положении общественных групп, доходящее до их противостояния друг другу (полярности). Социальная поляризация может возникать как форма проявления внутриклассовых, межслоевых социальных различий (например, работников неквалифицированного и высококвалифицированного, умственного и физического труда, у руководителей и подчиненных). Ускоренное изменение облика одних слоев при относительной устойчивости облика других могут усиливать социальную поляризацию. Одна из задач социальной политики — предотвращение перерастания социальной поляризации в открытые социальные конфликты.

## История
Впервые о социальной поляризации заговорили во время послевоенного экономического расцвета в США и странах Европы, который пришелся на 1960-1970 гг. Уровень жизни населения возрос, и квалифицированные рабочие начали демонстрировать привычки и потребительское поведение среднего класса. Впоследствии, в конце 1970-х годов ученые высказывали обеспокоенность об «упадке середины» в классовой системе, который произошел в результате политики «свободной конкуренции» администрации Рейгана.
Позже социальную поляризацию стали рассматривать в контексте перехода от индустриального к пост-индустриальному обществу. Взгляды исследователей разделились. Одни рассматривали поляризацию как положительный тренд, другие говорили о том, что поляризация увеличивает пропасть между элитой и низкоквалифицированными рабочими.

## Виды социальной поляризации
Современные социологи выделяют три основных типа социальной поляризации:
1. Поляризация по доходу — увеличение числа людей с относительно низким или относительно высоким доходом.
2. Классовая поляризация — увеличение числа людей, которые принадлежат к высшему или низшему классу по сравнению со средним классом.
3. Поляризация по принципу «свой - чужой» — увеличение неравенства в отношении социальной защиты, что включает в себя возможность трудоустройства и доступность социальной помощи.

Исследователи отмечают, что поляризация по доходу значительно увеличилась в крупных городах с 1980-х годов. Причиной тому стало резкое увеличение максимального дохода при стагнации доходов рядовых работников и увеличении числа людей, чей доход ниже прожиточного минимума. В результате в Нью-Йорке, Токио, Лондоне и Париже в 1990-х социологи отметили признаки растущего неравенства.
Классовую поляризацию, в отличие от поляризации по доходу, гораздо сложнее измерить. Сложность заключается еще и в том, что значение терминов «рабочий класс», «средний класс» ещё до конца не определено. Кроме того, в классовой поляризации учитывается не только классовая принадлежность, но и образование, пол, опыт работы и навыки.
Третий тип социальной поляризации — поляризацию по принципу «свой-чужой» — связывают с трудоустройством населения. На одном полюсе в этом случае находятся те, кто трудится и получает зарплату, а на другом - люди, исключённые из системы занятости. С этим типом поляризации связывают явление так называемой «гетто-безработицы». Её суть заключается в том, что жители фавел и трущоб не всегда принадлежат к маргинальным слоям населения в экономическом и политическом смысле, но их эксплуатируют и манипулируют ими. Они также оказываются фактически исключены из закрытой классовой системы.

## Значимость
Феномену социальной поляризации посвятили работы множество исследователей. В подавляющем большинстве из них рассматривается социальная поляризация в рамках крупных мегаполисов (таких как Лондон, Париж, Нью-Йорк, Берлин, Гонконг, Токио и Сидней), так как именно там ярко представлено постиндустриальное общество .
Ряд учёных также исследует социальную поляризацию с целью выяснить, ведёт ли она к повышению конфликтности в обществе .

## Точки зрения на социальную поляризацию
Исследователи, рассматривающие социальную поляризацию как положительный тренд, тесно связанный с постиндустриализацией, считают, что поляризация приводит к повышению квалификации трудящихся, увеличению заработной платы и  повышению мобильности трудящихся.
В свою очередь исследователи, с пессимизмом относящиеся к процессам социальной поляризации, настаивают на том, что упадок индустриального общества неизбежно приведет к падению уровня доходов и к пропасти между элитой и низкоквалифицированными рабочими.

## В культуре
Один из ярких примеров социальной поляризации в условиях постиндустриального общества можно увидеть в романе Джеймса Балларда «Высотка» и в фильме, снятом по роману в 2015 году. Действие разворачивается в высотном здании в Великобритании 1970-х гг. Противоречия между элитой, живущей на верхних этажах, и рабочим классом, занимающим нижнюю часть здания, доводятся до абсурда и выливаются в жестокое противостояние.